# Centre Cultural Català de Colònia
El Centre Cultural Català de Colònia (CCCC) és un casal català amb seu a la ciutat de Colònia (Alemanya). Aquest Centre Cultural Català de Colònia té com a objectiu promoure la cultura i la llengua catalana.

## Història
Amb relació a la seva Història, el Centre Cultural Català es va fundar la primavera de 1997. Un any més tard, l'any 1998, va ser reconegut oficialment per la Generalitat de Catalunya. Això converteix en una data clau per al Casal Català. Aquest centre català és membre de la FIEC (Federació Internacional d'Entitats Catalanes), organisme que agrupa associacions catalanes presents arreu del món. Un dels seus membres va ser una de les persones distingides amb el Premi Batista i Roca l'any 2009 atorgat per l'IPECC (Institut de Projecció Exterior de la Cultura Catalana). Durant més de 20 anys, Clara Villalonga va ser la presidenta. Després, el CCCC va emprendre un nou camí, ja sigui a través de la successió a la presidència (Eulàlia, la vicepresidenta) però també a la Junta Directiva. Actualment, el Centre compta amb uns 40 socis (això varia d’any en any). La Junta està formada per 3 persones, però no s'ha d’oblidar que també hi ha un equip de coordinació amb 8 persones.

## Relació amb Catalunya
Des de la seva fundació el centre ha seguit els seus objectius de promoure la difusió de la llengua i la cultura catalanes així com la història i les tradicions dels Països Catalans, en segon lloc afavorir la integració en el país d'acollida, contribuir a l'intercanvi entre amb dues cultures així ser punt de trobada de totes les persones dels Països Catalans residents a Colònia i altres ciutats de la rodalia i reforçar els vincles cívics els dos pobles.
A més, cal destacar que Colònia és una ciutat agermanada amb la ciutat de Barcelona, per això hi ha una compartició d’activitats. Per aquestes raons que van ser construïts diverses Casals a través del món. A més, cal saber que el primer Casal Català va ser construir a la ciutat de La Habana durant l’any 1840 : Sociedad de Beneficencia de Naturales de Cataluña. Després, el Casal més antic d’Europa es troba a la ciutat de Marsella (França) : Cercle Català de Marsella. Tanmateix, va ser creat l’any 1918, per voluntaris catalans que havien lluitat durant la Segona Guerra Mundial.

## Activitats
Per tal motiu, el CCCC organitza nombroses activitats. El CCCC ha organitzat cursos de llengua i cultura catalana per a nens i per a adults, concerts, vetllades literàries, tallers de sardana, exposicions, conferències, cicles de cinema, col·laboracions amb instituts d'ensenyament secundari de Colònia.
D’aquesta manera, el CCCC també posa en relleu la cultura catalana a través de manifestacions però també de diverses festes culturals : això permet reforçar el vincle entre aquestes cultures. D’aquestes festes culturals, podem citar : (la Sardana, el Cagatió, la castanyada, la nit de Sant Joan, Sant Antoni, amb els foguerons de Sa Pobla, octubre de 1997) i participant activament en les manifestacions culturals de la ciutat. L’activitat més popular és la Calçotada, l’últim any abans de la pandèmia de Covid (2019), hi van assistir més de 270 persones.
Per acabar, hi ha portes obertes durant el dia de Sant Jordi: aquesta festa s'adreça més a un públic adult mentre que el Cagatió és una festa més adreçada a un públic jove.